# Reynaldo Santacruz
Reynaldo Santa Cruz (Callao, 28 de abril de 1963) es un escritor peruano.

## Premios Literarios
Su obra ha sido galardonada en diversos premios latinoamericanos y europeos.
En 1990 ganó los juegos florales de la Pontificia Universidad Católica del Perú. Además de obtener también el tercer premio y cuatro menciones de finalista. Lo que vino después fue una serie de reconocimientos en prestigiosos certámenes como en El premio de Asociación Peruano Japonesa (1991), Ricardo Palma (1991), Premio Copé de Petroperú (1994), El Cuento de las Mil Palabras, de la revista Caretas (1995, 1996, 2015).
Fuera del Perú su obra provoca favorables comentarios en Cuba, México, Chile, Argentina y España. Nuevos reconocimientos le son concedidos en España, en los Certámenes Lena (1991) y La Felguera (1991) ambos apoyados por el Principado de Asturias. En 1993 fue el ganador absoluto del premio Guardo en Palencia, al Obtener nueve de los diez votos posibles en la final y calificar otro de sus textos como finalista.
Esto convirtió a Santa Cruz en el segundo Latinoamericano que ha ganado dicho premio. En 2005 su obra es reconocida en el Premio Internacional Novelarte (Argentina) y en 2006 en el Premio Visceralia (Chile). Recientemente, ganó el tercer puesto en el Premio Copé de Petroperú (2022).

## Docencia universitaria
Santa Cruz ha ejercido la docencia en diversas instituciones como la Universidad Nacional de San Marcos (decana de América) Universidad de Lima, la Universidad San Ignacio de Loyola, la Universidad de Ciencias y Artes de América Latina, la Pontificia Universidad Católica del Perú, la Universidad Peruana de Ciencias Aplicadas, la Universidad de San Martín de Porres, entre otras.
Las áreas en las que se ha desempeñado son: Literatura Peruana, Literatura Latinoamericana, Composición Escrita, Creación Literaria, Redacción Periodística, Redacción Organizacional, Introducción a las Ciencias Sociales, Investigación académica, Evaluación Del Lenguaje.

## Trayectoria Académica y Literaria
Es Licenciado en Sociología y en Educación. Posgraduado con Mención de Excelencia en Literatura Latinoamericana en la Universidad de la Habana (Cuba) en convenio con la Casa de las Américas. Doctor en literatura peruana por  la Universidad Nacional Mayor de San Marcos. En la actualidad cursa el Master en Escritura creativa en la Universidad de la Rioja (España).
Aparte de los Premios Literarios, Santa Cruz ha participado en En importantes certámenes, tales como:
- Primer y segundo encuentro de narradores Jóvenes (1989-1991) organizados por la Asociación Peruana de Promotores y Animadores Culturales y auspiciados por la Embajada de México;
- Segundo encuentro de narradores Peruanos, auspiciado por el Instituto Nacional de Cultura (1993).
- Representó al Perú en el Encuentro Internacional de Escritores La Literatura en el siglo XXI, auspiciado por el Ministerio de Educación y Cultura de España, la Embajada de Brasil y La Editorial Alfaguara (2000) y en el IV Taller Internacional Maestro 2002 (La Habana - Cuba) organizado por el Instituto Pedagógico Latinoamericano y Caribeño y auspiciado por la Cátedra de la Unesco en Ciencias de la Educación.

En la actualidad es miembro del Gremio de Escritores del Perú, de la Sociedad literaria Amantes del país y del Colegio de Sociólogos del Perú.

## Publicaciones
- En 1990, Santa Cruz publicó La Muerte de dios y otras muertes, volumen de relatos financiado por el consejo nacional de ciencia y Tecnología, considerado por el diario El Comercio de Lima, uno de los mejores libros del año y presentado con éxito en Lima y en La Habana (Cuba).

- En 1998 apareció El arte de escribir, introducción a la narratología, ensayo de técnica literarias incluido en la Colección Cátedra.

- El Evangelio según Santa Cruz (novela), Lima, Grupo Editorial Arteidea, 1998.[1]
- Historia de una Cucaracha (relatos), Lima, Grupo Editorial Arteidea, 2005.[2]

## Obra publicada en antologías
Su obra narrativa ha sido antologada en los libros:
- Perspectivas para una narrativa de los noventa (1990), financiado por el Consejo Nacional de Ciencia y Tecnología,
- De agua y de Tierra (1992), financiado por la Asociación Peruano Japonesa,
- Cuando las últimas luces se hayan apagado (1995) y Días de prueba esperando a Paradise (2023) financiado por Petróleos del Perú,
- Últimos y recientes narradores 1950 - 1965 (1997), financiado por el Banco Central de Reserva del Perú,
- Queremos tanto a Nena (2005)
- Palo y Astilla (2009) de la Editorial Alfaguara, en la que alterna con Mario Vargas Llosa y Alfredo Bryce Echenique, entre otros.

Su obra figura en el Catálogo de Literatura Peruana del Portal Educativo de las Américas, de la Organización de Estados Americanos (O.E.A).

## Adaptación cinematográfica
En el 2013 se estrenó en Miami el corto cinematográfico Alone (En soledad), que contó con un elenco internacional y cuya historia está basada en su obra Monólogo nostálgico sobre La Habana.